# Atlanta (Michigan)
Pour les articles homonymes, voir Atlanta (homonymie).
Atlanta est une communauté non incorporée située dans l’État américain du Michigan. Elle est le siège du comté de Montmorency. Sa population est de 757 habitants.

## Source
- (en) Cet article est partiellement ou en totalité issu de l’article de Wikipédia en anglais intitulé « Atlanta, Michigan » (voir la liste des auteurs).